# Pompogne

Pompogne este o comună în departamentul Lot-et-Garonne din sud-vestul Franței. În 2009 avea o populație de 197 de locuitori.

## Evoluția populației
| An        | 1975 | 1982 | 1990 | 1999 | 2006 | 2009 |
| --------- | ---- | ---- | ---- | ---- | ---- | ---- |
| Populație | 104  | 105  | 124  | 138  | 146  | 197  |